# Маврикий на юношеских Олимпийских играх
Маврикий принимает участие в юношеских Олимпийских играх: в летних Играх — начиная с Игр 2010 года, в зимних Играх — на настоящее время не принимали участия ни разу.
Спортсмены Маврикия на всех юношеских Олимпийских играх выиграли в сумме 1 медаль, из них 1 золотую, медаль завоёвана на летних Играх; в неофициальном медальном зачёте спортивная делегация Афганистана занимает 83-е место.

## Медальный зачёт

### Медали на летних юношеских Олимпийских играх
| Игры              | Участников | Золото | Серебро | Бронза | Всего | Место |
| 2010 Сингапур     | 9          | 0      | 0       | 0      | 0     | —     |
| 2014 Нанкин       | 4          | 0      | 0       | 0      | 0     | —     |
| 2018 Буэнос-Айрес | 25         | 1      | 0       | 0      | 1     | 61    |
| Всего             | Всего      | 1      | 0       | 0      | 1     | 81    |